# Tom Hardy
Edward Thomas "Tom" Hardy (født 15. september 1977) er en engelsk film- og teaterskuespiller, måske bedst kendt for titelrollen i den britiske film Bronson fra 2009 instrueret af den danske instruktør Nicolas Winding Refn. 
Efter Bronson har Tom Hardy bl.a. og medvirket i amerikanske film som Star Trek: Nemesis og Inception samt den britiske film RocknRolla og tv-serien Peaky Blinders. I 2018 medvirkede han i titelrollen i actionfilmen Venom.

## Tidlige liv
Hardy blev født i Hammersmith i London. Han er enebarn, søn af Anne (født Barrett) og Edward "Chips" Hardy. Han voksede op i East Sheen. Hans mor er kunstner og maler og hun har en irsk-katolsk familie. Hans far er romanforfatter. Hardy studerede på Reed's School og Tower House School. Senere begyndte han på Richmond Drama School og Drama Centre London. 

## Privatliv
Hardy giftede sig med Sarah Ward i 1999, men blev skilt i 2004. Han har en søn, Louis Thomas, med sin tidligere kæreste Rachael Speed. I 2008 mødte han skuespilleren Charlotte Riley da de arbejdede på The Take og Wuthering Heights sammen. I 2010 friede Hardy til Riley og de blev gift i 2014. I oktober 2015 fødtes deres første barn.

## Udmærkelser
I 2018 blev han udnævnt til kommandør (CBE) af Order of the British Empire for sin indsats for teateret.

## Filmografi

### Film
| År   | Titel                              | Rolle                            | Noter                       |
| ---- | ---------------------------------- | -------------------------------- | --------------------------- |
| 2001 | Black Hawk Down                    | Spc. Lance Twombly               | Krediteret som Thomas Hardy |
| 2002 | Star Trek: Nemesis                 | Shinzon                          |                             |
| 2003 | The Reckoning                      | Straw                            |                             |
| 2003 | dot the i                          | Tom                              |                             |
| 2003 | LD 50 Lethal Dose                  | Matt                             |                             |
| 2004 | Layer Cake                         | Clarkie                          |                             |
| 2006 | Minotaur                           | Theo                             |                             |
| 2006 | Marie Antoinette                   | Raumont                          |                             |
| 2006 | Scenes of a Sexual Nature          | Noel                             |                             |
| 2007 | Flood                              | Zack                             |                             |
| 2007 | WΔZ                                | Pierre Jackson                   |                             |
| 2007 | The Inheritance                    | Dad                              |                             |
| 2008 | Sucker Punch                       | Rodders                          |                             |
| 2008 | RocknRolla                         | Handsome Bob                     |                             |
| 2008 | Bronson                            | Charles Bronson/Michael Peterson |                             |
| 2009 | Thick as Thieves                   | Det. Michaels                    |                             |
| 2009 | Perfect                            | Doctor                           | Kortfilm                    |
| 2010 | Inception                          | Eames                            |                             |
| 2011 | Sergeant Slaughter, My Big Brother | Dan                              | Kortfilm                    |
| 2011 | Tinker Tailor Soldier Spy          | Ricki Tarr                       |                             |
| 2011 | Warrior                            | Tommy Riordan Conlon             |                             |
| 2012 | This Means War                     | Tuck Hansen                      |                             |
| 2012 | The Dark Knight Rises              | Bane                             |                             |
| 2012 | Lawless                            | Forrest Bondurant                |                             |
| 2013 | Locke                              | Ivan Locke                       |                             |
| 2014 | The Drop                           | Bob Saginowski                   |                             |
| 2015 | Child 44                           | Leo Demidov                      |                             |
| 2015 | Mad Max: Fury Road                 | Max Rockatansky                  |                             |
| 2015 | London Road                        | Mark                             |                             |
| 2015 | Legend                             | Ronald Kray og Reginald Kray     |                             |
| 2015 | The Revenant                       | John Fitzgerald                  |                             |
| 2017 | Star Wars: Episode VIII            | Stormtrooper                     |                             |
| 2020 | Capone                             | Al Capone                        |                             |
| 2021 | Venom: Let There Be Carnage        |                                  |                             |

### Tv
| År   | Titel                    | Rolle                            | Noter                                                       |
| ---- | ------------------------ | -------------------------------- | ----------------------------------------------------------- |
| 2001 | Band of Brothers         | Pfc. John Janovec                | 2 episoder                                                  |
| 2005 | Colditz                  | 2nd Lt. Jack Rose                | 2 episoder                                                  |
| 2005 | The Virgin Queen         | Robert Dudley, Earl of Leicester | 3 episoder                                                  |
| 2005 | Gideon's Daughter        | Andrew                           | Tv-film                                                     |
| 2006 | A for Andromeda          | John Fleming                     | Tv-film                                                     |
| 2006 | Sweeney Todd             | Matthew                          | Tv-film                                                     |
| 2007 | Cape Wrath               | Jack Donnelly                    | 5 episoder                                                  |
| 2007 | Oliver Twist             | Bill Sikes                       | 5 episoder                                                  |
| 2007 | Stuart: A Life Backwards | Stuart Shorter                   | Tv-film                                                     |
| 2008 | Wuthering Heights        | Heathcliff                       | 2 episoder                                                  |
| 2009 | The Take                 | Freddie                          | 4 episoder                                                  |
| 2013 | Poaching Wars            | Sig selv                         | 2 episodes; also executive producer                         |
| 2014 | Peaky Blinders           | Alfie Solomons                   | 5 episoder                                                  |
| 2017 | Taboo                    | James Keziah Delaney             | 8 episoder; også executive producer og manuskript forfatter |

### Teater
| År   | Titel                       | Rolle    | Noter               |
| ---- | --------------------------- | -------- | ------------------- |
| 2003 | In Arabia We'd All Be Kings | Skank    | Hampstead Theatre   |
| 2003 | The Modernists              | Vincent  | Crucible Theatre    |
| 2003 | Blood                       | Luca     | Royal Court Theatre |
| 2004 | Festen                      | Michael  | Almeida Theatre     |
| 2007 | The Man of Mode             | Dorimant | National Theatre    |
| 2010 | The Long Red Road           | Sammy    | Goodman Theatre     |